# Breyer Gyula
 Ez a cikk a sakkjátszmák algebrai lejegyzését alkalmazza.
Breyer Gyula (Budapest, 1893. április 30. – Pozsony, 1921. november 9.) magyar sakkbajnok, sakkfeladványszerző, sakkíró, a vakjáték világhírű játékosa és mérnök volt, a sakkelmélet modern iskolájának vezető tagja, központi alakja volt.
Breyert a Breyer-csel (1.e4 e5 2.f4 exf4 3 Vf3) tette halhatatlanná a sakkozók között, a királycsel egy új változatát alkotva meg. A spanyol megnyitás Breyer-változatában sötét a vezérhuszárát d7-re manőverezi, amellyel nagyobb rugalmasságot biztosít az állásának (1.e4 e5 2.Hf3 Hc6 3 Fb5 a6 4.Fa4 Hf6 5.0-0 Fe7 6.Be1 b5 7.Fb3 0-0 8.c3 d6 9.h3 Hb8 10.d4 Hbd7). Ez a lépéssorrend az 1960-as években divatossá vált, és Borisz Szpasszkij exvilágbajnok egyik kedvence.

## Élete és sakkpályafutása
Apja, Breyer Rudolf mohácsi születésű, anyja Róth Irma Érsekújvárról származott. Öt gyermekük volt. Gimnáziumi tanulmányait a Barcsay utcai gimnáziumban végezte. Különösen kitűnt matematikából, amelyről tanúskodik, hogy a Középiskolai Matematikai Lapok 1909-es és 1910-es évfolyamaiban több feladatmegoldása is szerepel. 1910-ben iratkozott be a Műegyetemre, ahol 1918-ban kapott mérnöki diplomát. Ezt követően Szombathelyen kezdett dolgozni.
1918. szeptember 17-én házasodott össze Balikó Terézzel. 1920-ban Pozsonyban telepedett le, ahol egy társával mérnöki irodát nyitott. Az iroda nem volt túl jövedelmező, ezért más pénzkereseti forrásokra is szüksége volt. Több lapban vezetett sakkrovatot, szimultánokat adott. 1921. április 13-án született kislánya, akit csak egyszer látott életében, mert betegsége miatt távol tartották tőle.
Szívbaj, tüdőbaj, nélkülözések által meggyötört szervezete 1921-ben Pozsonyban egy szívroham következtében adta fel a harcot. Itt volt eltemetve és az 1987-es exhumálása után a budapesti Fiumei úti sírkertben helyezték örök nyugalomra - ennek ezen részét azért hívják „sakkparcellának”, mert négy világszerte ismert magyar sakkozó: Barcza Gedeon, Breyer Gyula, Charousek Rezső és Maróczy Géza nyugszik egymás mellett. Sírfelirata: "Fáklyasorsú lángész, a sakkgondolkodás egy új korszakának úttörője."

### Kezdeti sikerek
Pontosan nem maradt fenn, hogy mikor tanult meg sakkozni, de 1907-ben az Újság című napilapban megfejtőként már szerepel a neve, 1908-ban pedig a több hónapos megfejtési verseny élcsoportjában végez. Első ismert versenyeredménye az 1909–1910-es tanévben a középiskolás bajnokságon szerzett első helyezése. Sakkfeladványai már 1910-től kezdve megjelentek.
Új megnyitási eszméket dolgozott ki a szicíliai védelemben (Kosztics-Breyer, Göteborg, 1920), a királycselben, a spanyol megnyitásban és a budapesti védelemben. 1916-ban Breyer alkalmazta először (Johannes Esser ellen) versenyjátszmában a budapesti védelmet (a budapesti Barász mester ötlete volt). A spanyol megnyitásban Hc6-b8 lépését a mai világnagyságok is előszeretettel alkalmazzák. 1910-ben egy középiskolás versenyt nyert meg. 1911-ben Kölnben az A-főtornán 6., 1912-ben a Budapesti Sakk Kör versenyén 1-2., majd Pöstyénben nemzetközi versenyen is helyt állt (7-8. helyezés), Boroszlóban 8-11. helyezett. Csak a világ élvonalába tartozó nagymesterek előzték meg! 1912-ben magyar bajnokságot nyert Temesvárott. Ez 19 évesen hatalmas siker, Asztalos Lajost, Havasi Kornélt és Réti Richárdot is megelőzte. 1913 kevésbé sikeres. A Budapesti Sakk Kör két versenyét ugyan megnyeri, ami szép eredmény, de Scheveningenben egy közepes erejű nemzetközi tornán csupán 6-7., és a magyar bajnokságon 4. 1914-ben a mannheimi tornán Aljechin, Vidmar és Spielmann mögött, Rétivel és Marshallal együtt 4-6. és megelőzi Janowskit, Tarrascht, Bogoljubovot, Durast és Tartakowert. Ez azonban csak a 11. forduló utáni állás: ekkor kitört a világháború, a verseny félbeszakadt. A világ tragédiája az ő versenyzői pályafutásának a megtorpanását is jelentette.
A kor egyik vezető sakkmestere Savielly Tartakower a Die Hypermoderne Schachpartie című művében rendkívül nagyra értékelte Breyert és mély meglátásait.

### A háború alatt és után
Gyenge szervezete miatt felmentették a katonai szolgálat alól. A Budapesti Sakk Kör háború alatti kisebb versenyein sikerrel szerepel. Az első világháború idején 8 hazai verseny közül négyet egyedül, kettőt pedig holtversenyben nyert meg. A háború alatti egyetlen nemzetközi versenyen Kassán 1918-ban az igen erős mezőnyben is 3-4. lett. Breyer 1917-18-ban a Magyar Sakkvilág feladványrovatának vezetőjeként közölte első tanulmányait, amelyek akkor sokakat megdöbbentettek. A Kommün bukása után Bécsbe távozott, ahol a Bécsi Magyar Újság sakkrovatát vezette. 1920-ban sikertelenül szerepelt egy nagy nemzetközi versenyen Göteborgban, majd a bécsi nemzetközi versenyen 2-4. Győzött 1920-ban Berlinben kilenc nemzetközi rangú sakkozó (többek között Boguljobov, Tartakower és Réti) előtt. 1921-ben, utolsó versenyén Bécsben 3., noha ekkor már mind inkább elhatalmasodott rajta betegsége. Ugyanebben az évben 25 résztvevő ellen vakszimultán-rekordot állított fel. A 25 partiból 15-öt megnyert, 7 döntetlennel végződött és mindössze hármat nyertek ellene.
Egyik játszmája a későbbi holland világbajnok Max Euwe ellen: 1921-ben sötét bábukkal verte őt Bécsben:
1.e4 Hc6 2.Hc3 Hf6 3.d4 e5 4.dxe5 Hxe5 5.f4 Hc6 6.e5 Hg8 7.Fc4 d6 8.Hf3 Fg4 9.0-0 Vd7 10.Ve1 0-0-0 11.Hg5 dxe5 12.Kh1 f6 13.Hf7 Ha5 14.Hxd8 Hxc4 15.Ve4 Hd6 16.Vb4 Fe7 17.fxe5 fxe5 18.Hxb7 Hxb7 19.Bf8+ Bxf8 20.Vxf8+ Vd8 21.Vxg7 Ff6 22.Fg5 Bg8 23.Vh6 Bg6 24.Vh4 Hd6 25.Bf1 Hf5 26.Vxg4 Vxg4 27.Fxd8 Hge3 28.Bf3 Kxd8 29.h3 Bg3 30.Bxg3 Hxg3+ 0-1 

## A sakkfeladványszerző

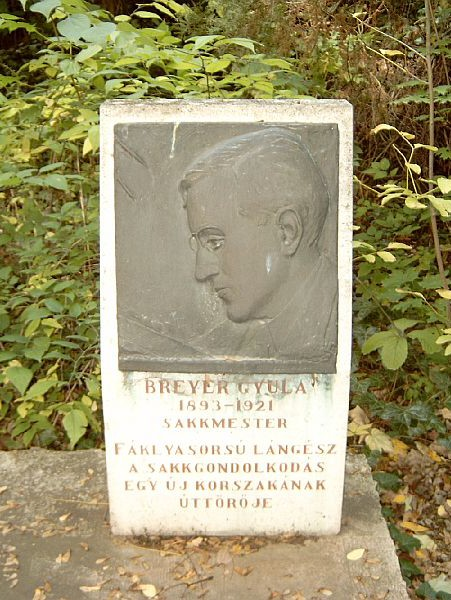
Breyer Gyula sírja Budapesten. Kerepesi temető 33/3-1-6. Búza Barna alkotása.

Már 1911–1912-ben rendszeresen publikált a Pesti Napló sakkrovatában. 1913-ban egy témaversenyen egy 3 lépéses mattfeladványa 2. díjat nyert. Feladványai megtalálhatók a Magyar Sakkvilág 1913., valamint 1917–1919. évfolyamaiban. A Világ sakkrovatában 1916-ban. Teljes életműve nem ismert, mert a helyi lapokban megjelent sok feladványa elveszett. Mintegy 35, két és három lépéses mattfeladványa ismert. Három műve rendkívüli: két visszaelemzéses feladvány, valamint egy különleges feladvány, amely csak úgy oldható meg, ha az átváltozó világos gyalog sötét vezérré változik. (Akkoriban a szabály a felvett bábu színe tekintetében pontatlan volt, és éppen erre kívánta felhívni a figyelmet.)

## Palindrom
A mindössze öt számot megért Szellemi Sport című rejtvény és sakklapja több hosszú palindromot is tartalmaz.
A leghosszabb palindromok egyikét is Breyer Gyula magyar sakkmester szerezte az 1800-as évek végén, ez pedig szerelmes levele. Bámulatos nyelvi teljesítmény, 185 szó, 916 betű:
"Nádasi K. Ottó Kis-Adán, májusi szerdán e levelem írám. A mottó: Szivedig ime visz irás, kellemest író! Szinlelő sziv rám kacsintál! De messzi visz szemed… Az álmok (ó csaló szirének ezek, ó csodaadók) elé les. Irok ime messze távol. Barnám! Lám e szivindulat Öné. S im e sziv, e vér ezeket ereszti ki: Szivem! Ime leveled előttem, eszemet letevő! Kicsike! Szava remegne ott? – Öleli karom át, Édesem! Lereszket évasziv rám. Szivem imád s áldozni kér réveden – régi gyerekistenem. Les im. Előtte visz szived is. Ég. Érte reszketek, szeret rég és ide visz. Szivet – tőlem is elmenet – siker egy igérne, de vérré kinzod (lásd ám: ime visz már, visz a vétek!) szerelmesedét. Ámor (aki lelőtt ó engem, e ravasz, e kicsi!) Követeltem eszemet tőled! E levelem ime viszi… Kit szeretek ezer éve, viszem is én őt, aludni viszem. Álmán rablóvá tesz szeme. Mikor is e lélekodaado csók ezeken éri, szól: A csókom láza de messzi visz!… Szemed látni csak már!… Visz ölelni!… Szoríts!… Emellek Sári szivemig. Ide visz Ottó. Ma már ím e levelen ádresz is uj ám: Nádasi K. Ottó Kis-Adán."